# Benátský Kypr
Kypr (řecky Κύπρος) se stal zámořským vlastnictvím Benátské republiky v roce 1489, kdy byl ostrov kyperskou královnou Kateřinou Cornaro prodán republice a tím skončila nezávislost Kyperského království. Benátská nadvláda nad Kyprem však trvala jen do roku 1571, kdy byl ostrov dobyt Osmanskou říší a tato v podstatě italská kolonie se stala osmanskou provincií (ejáletem).

## Historie

### Prodej ostrova

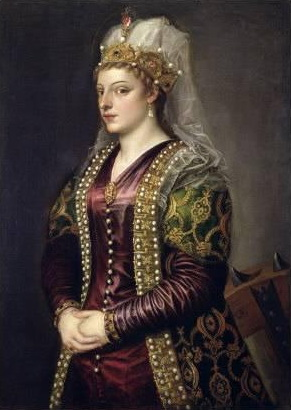
Portrét Kateřiny Cornaro od Tiziana

Tehdejší kyperská královna benátského původu Kateřina Cornaro (vládla od roku 1474) byla po smrti svého manžela Jakuba II. (řečeného „Bastard“) z dynastie Lusignanů donucena k abdikaci a prodání ostrova republice. Benátky si činily zálusk na tento převážně Řeky obydlený ostrov po celá staletí. Již v době panování Kateřiny Cornaro (1474–1489) byl prakticky ovládán benátskými obchodníky, kteří zde už předtím dlouhá léta působili, naproti tomu království dlouhodobě upadalo, v roce 1426 se Kypr stal poplatným státem egyptských mamlúků. Navíc jediný Kateřinin potomek Jakub III. a jediný legitimní následník předčasně zemřel na malárii v roce 1474 těsně před svými prvními narozeninami. Prodání ostrova a abdikace posledního panovníka znamenal konec svébytného Kyperského království, fakticky posledního z křižáckých států. Pod benátskou nadvládou se Kypr stal de facto italskou kolonií patřící této rozrůstající se námořní republice. 

### Benátská nadvláda

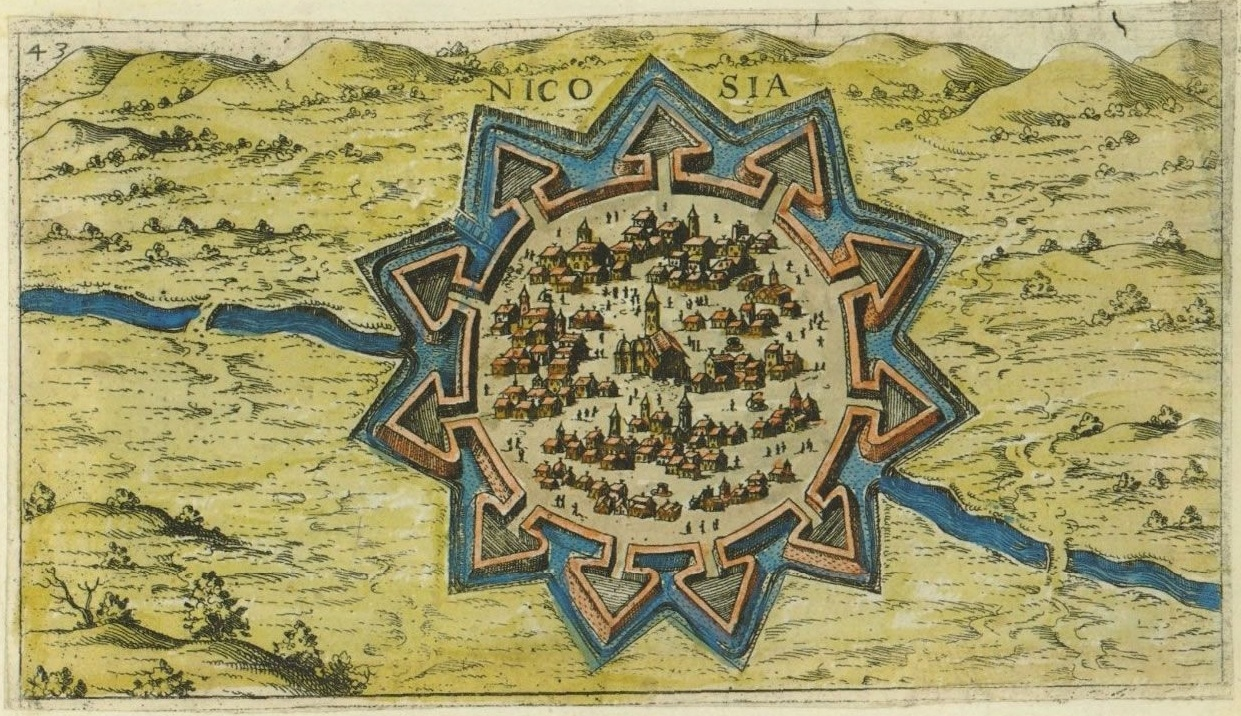
Mapa Nikósie s benátským opevněním, autorem je benátský kartograf Giacomo Franco

Pro Kypr se benátské období vyznačovalo především útlakem většinového řeckého obyvatelstva vyznávajícího pravoslaví (převážně rolníků, z toho snad až padesát tisíc byli nevolníci) pod vládnoucí latinskou třídou, frankofonními potomky křižáků, kteří byli předtím spřízněni s králi z Lusignanské dynastie, ale kulturně i s Benátčany, kteří na ostrově upřednostňovaly katolické vyznání před většinovým pravoslavím. Po celou tuto dobu byl Kypr také vystaven nájezdům osmanských Turků. Roku 1489, tj. v prvním roce benátské nadvlády, osmanští Turci vyplenili poloostrov Karpass a zajatce odvedli do otroctví. V roce 1539 turecká flotila zpustošila Limassol. 
Benátčané si byli vědomi hrozby ze strany rostoucí Osmanské říše a tudíž i nutnosti zesílení obrany ostrova. Opevnili Famagustu, Nikósii a Kyrenii, ale většina ostatních měst zůstávala snadnou kořistí. Benátské opevnění v Nikósii se dochovalo až do současnosti, bylo koncipováno do tvaru hvězdy s jedenácti baštami a vybaveno kanóny. 

### Pád benátského Kypru

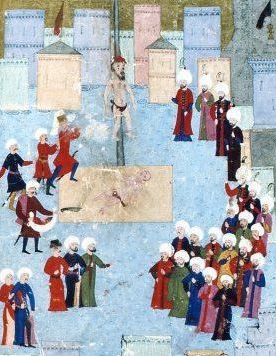
Marco Antonio Bragadin, benátský velitel Famagusty, byl po dobytí města Osmany krutě zavražděn.

2. července 1570 došlo k osmanské invazi pod vedením Laly Kary Mustafy Paši s 60 000 vojáky včetně jízdy a dělostřelectva, které bez odporu dobylo Limassol, aby následně oblehlo i Nikósii, která padla 9. září 1570, částečně i proto, že její opevnění nebylo ještě zcela dokončené. Zhruba 20 000 křesťanských obyvatel Nikósie bylo povražděno a také byl vypleněn každý kostel, veřejná budova či palác. Ušetřeny byly pouze ženy a děti, které byly jako zajatci prodáni do otroctví. Ještě nějaký čas Turkům tvrdě odolávalo město Famagusta pod vedením Marka Antonia Bragadina. Obránci v počtu asi 8 500 mužů s 90 děly marně čekali na brzký příchod spojenců z Evropy, proti nim stáli Osmanští Turci o síle 200 000 mužů se 145 děly. Zoufalý odpor se protáhl na dlouhých jedenáct měsíců až do 1. srpna 1571, kdy se Bragadin uvolil předložit obléhatelům podmínky ke kapitulaci, k nímž patřil také bezpečný odchod na Krétu. S tím velitel Lala Kara Mustafa Paša na oko souhlasil, své slovo ale nedodržel, když nechal zbylé obránce a všechny křesťany ve městě zmasakrovat, údajně snad z pomsty za ztrátu svého nejstaršího syna, který padl v boji. Teď už nic nebránilo definitivnímu nástupu nadvlády Osmanů nad ostrovem. 
Ve stejném roce 7. října porazilo spojené loďstvo Svaté ligy flotilu Osmanské říše v bitvě u Lepanta, nicméně Kypr zůstal Osmanské říši až do roku 1878.